# تقرير واشنطن عن شؤون الشرق الأوسط
صحيفة تقرير واشنطن عن شؤون الشرق الأوسط (المعروفة أيضًا باسم تقرير واشنطن) هي صحيفة تُنشر ثماني مرات في السنة، وتركز على «الأخبار والتحليلات من الشرق الأوسط وحوله والسياسة الأمريكية في تلك المنطقة». وصفتها صحيفة نيويورك تايمز بأنها «تنتقد سياسات الولايات المتحدة في الشرق الأوسط». في عام 2005، وصفتها صحيفة يو إس إيه توداي بأنها «منشور غير متحزب، ومنتقد لسياسات بوش». انتقد ممثلون عن المنظمات المؤيدة لإسرائيل تقرير واشنطن حول شؤون الشرق الأوسط باعتبارها منحازة للّوبي العربي و«معاديةً لإسرائيل».

## المنظمة
تُنشر صحيفة تقرير واشنطن بواسطة الاتحاد التعليمي الأمريكي، الذي تأسس عام 1982 مشكلًا مؤسسة غير ربحية في العاصمة واشنطن بحكم المنظمة 501 (سي) 4 على يد ضباط متقاعدين من السلك الخارجي، من ضمنهم أندرو كيلغور، الذي كان سفيرًا للولايات المتحدة في قطر عندما تقاعد من الجهاز الخارجي للولايات المتحدة في عام 1980، وريتشارد كورتيس، الرئيس السابق للدائرة العربية في وكالة صوت أمريكا، والذي كان كبير مفتشي وكالة الإعلام الأمريكية عندما تقاعد من السلك الخارجي للولايات المتحدة في عام 1980. كيلغور هو الناشر، وكان كورتيس المحرر التنفيذي حتى وفاته في عام 2013. تشغل ديلندا سي هانلي، ابنة كورتيس، منصب المحرر الحالي.
شملت لجنة السياسة الخارجية في الاتحاد التعليمي الأمريكي سفراء أمريكيين سابقين، ومسؤولين حكوميين، وأعضاء من كونغرس الولايات المتحدة، بمن فيهم السيناتور الديمقراطي الراحل جاي. ويليام فولبرايت والسيناتور الجمهوري تشارلز بيرسي، وقد شغل كلاهما منصب الرئيس السابق للجنة العلاقات الخارجية بمجلس الشيوخ. لا يتلقى أعضاء مجلس إدارة اللجنة وأعضاء اللجان الاستشارية « أي أجور مقابل خدماتهم».
بدأت صحيفة تقرير واشنطن في عام 1982 رسالة إخبارية مؤلفة من ثماني صفحات تُنشر كل أسبوعين، واليوم هي مجلة مؤلفة من 76 صفحة وبالألوان الكاملة. يُعترف بها في جميع أنحاء العالم بصفتها رائدة في مجالها، إذ تنشر مجموعة واسعة من الآراء من الشرق الأوسط وحوله بقلم كتّاب مسلمين ويهود ومسيحيين، يعيش الكثير منهم في المنطقة أو سبق أن عاشوا فيها. «تبرّع الجناح غير الربحي للمجلة بقيمة 3,200 اشتراك مجاني» وعشرات الكتب للمكتبات.

## المواقف السياسية
تبدي تقرير واشنطن عن شؤون الشرق الأوسط موقفها على النحو التالي:
لا تتخذ صحيفة تقرير واشنطن عن شؤون الشرق الأوسط مواقف سياسية حزبية داخلية. كحل للصراع الإسرائيلي الفلسطيني، فهي تؤيد صيغة قرار مجلس الأمن التابع للأمم المتحدة رقم 242 (الأرض من أجل السلام)، الذي دعمه سبعة رؤساء متتاليين من الولايات المتحدة. عمومًا، تدعم صحيفة تقرير واشنطن حلول الشرق الأوسط التي تراها متوافقة مع ميثاق الأمم المتحدة، والدعم الأمريكي التقليدي لحقوق الإنسان، وتقرير المصير، والتنافس الشريف.
تنشر صحيفة تقرير واشنطن مقالات ذات منظورات تتراوح من اليسار الإسرائيلي (مثل يوري أفنيري، وإيلان بابي)، إلى الليبرتالي (مثل شيلدون ريتشمان، وليون هادار)، إلى اليمين الأمريكي الانعزالي (مثل روبرت نوفاك، وبات بوكانان). منذ عام 1990، جادلت الصحيفة بأنه لا تنبغي مساواة النقد الموجه إلى إسرائيل (المعرّف عمومًا باسم معاداة الصهيونية) بمعاداة السامية.
غالبًا ما تنشر المجلة مقالات ورسائل (عائدة إليها أو إلى منشورات خارجية) تسعى لإيجاد حل الدولة الواحدة واستبدال إسرائيل بدولة تشمل كلًا من إسرائيل والأراضي الفلسطينية التي تضم غالبية مسلمة كبيرة، وتقدم أيضًا منصات غير ناقدة لحركة «المقاطعة وسحب الاستثمارات وفرض العقوبات» التي تؤيد إقامة دولة واحدة عربية في المقام الأول.
في أواخر ثمانينيات القرن العشرين وأوائل التسعينيات، وأثناء سقوط الاتحاد السوفيتي، كتبت صحيفة تقرير واشنطن عن مستقبل اليهود السوفياتيين وذكرت أن معظم اليهود أرادوا الهجرة إلى أوروبا أو الولايات المتحدة أكثر من إسرائيل، وأن وصول أعداد كبيرة من المهاجرين إلى إسرائيل سيضر بالاقتصاد أو سيؤدي إلى تدفق لليهود السوفياتيين إلى الضفة الغربية وقطاع غزة.
تنشر صحيفة تقرير واشنطن قوائم بمساهمات لجنة العمل السياسي المؤيدة لإسرائيل للمرشحين لكل كونغرس، بالإضافة إلى سجلات تصويت الممثلين المُنتخبين في كل كونغرس. وتنشر أيضًا قيمة إجمالي المساعدات المباشرة لإسرائيل المقدرة بنحو 114 مليار دولار. اقتبس عدد من المنشورات هذا المصدر على مر السنوات.